# 双水塔
25°14′04″N 113°50′23″E / 25.23444°N 113.83972°E
双水塔位于中国广东省韶关市仁化县扶溪镇水口村，又称水口塔、白塔，是一座明代楼阁式砖塔，1989年被列为仁化县文物保护单位，2008年被列为广东省文物保护单位。
双水塔建造年代不详，据建筑风格推测为明代所建。塔平面六角，共七层，为楼阁式砖塔，高24.7米。塔身各层用菱角牙砖和挑檐砖相间叠涩出檐。塔内设青砖步级，塔内木构已毁。塔刹已毁。